# Arild Nyquist
Arild Nyquist född 6 mars 1937 i Oslo, död 21 december 2004 i Asker, var en norsk författare, musiker, bildkonstnär, översättare och scenartist.
Arild Nyquist började på Kunst- og håndverksskolen för att bli målare. Han debuterade som författare 1963 med romanen Ringer i et sommervann. Han utbildade sig vid Statens Lærerskole i forming och från 1968 till 1976 arbetade han som formgivningslärare i Lofoten, där han hade bott sedan 1963.
Han nominerades 1994 till Nordiska rådets litteraturpris för den självbiografiska romanen Ungdom.
Arild Nyquist var son till författaren Gerd Nyquist.

## Böcker utgivna på svenska
- 1979 Snickarna kommer (med illustrationer av Morten M. Kristiansen)
- 1983 I tidningen
- 1988 Onkel Monokel och trumslageriet (med illustrationer: Hans Normann Dahl)

## Priser och utmärkelser
- Kultur- och kyrkodepartementets priser för barn- och ungdomslitteratur 1978 för Snekkerne kommer
- Kultur- och kyrkodepartementets priser för barn- och ungdomslitteratur 1987 för Onkel Monokkel og trommeslageriet